# Венера Брассампуйская
Венера Брассампуйская, или «Дама с капюшоном», — первая по времени обнаружения «палеолитическая венера». Представляет собой фрагмент фигуры из кости мамонта эпохи позднего палеолита, обнаруженный в пещере Грот-дю-Пап близ французского посёлка Брассампуй в 1892 году. Считается произведением граветтской культуры (около 29—22 тысяч лет тому назад), обычно датируется 26–24 тыс. лет назад. Это одно из наиболее ранних относительно реалистичных изображений человеческого лица.

## Описание

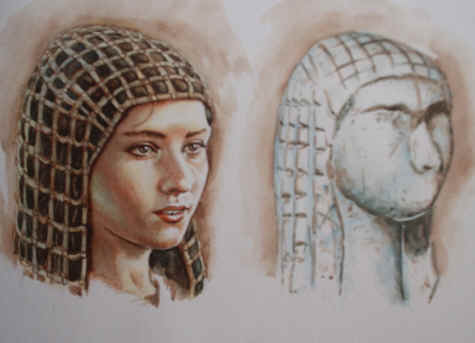
Одна из возможных реконструкций прижизненного облика Венеры Брассампуйской

Сохранившийся фрагмент имеет параметры: 36,5 мм в высоту, 22 мм в глубину и 19 мм в ширину. Фигурка выполнена из бивня мамонта. Лоб, нос и брови рельефно обозначены, рот отсутствует. На голове имеется узор из продольно-поперечных линий, образующий сетку. Вероятно, это изображение особенной прически (например, косичек или «дредов») или головного убора из нитей. По схематичному изображению невозможно определить расу и реальный внешний облик изображенной модели (во всяком случае, пропорции не соответствуют ни одной из современных больших рас). Половая принадлежность также не однозначна, поскольку отсутствует тело, но обычно предполагается, что это изображение женщины.